# Adapter (ontwerppatroon)
Adapter is een ontwerppatroon. Het Adapter-patroon wordt gebruikt om de interface van de ene klasse om te zetten in de interface van een andere klasse.
Adapter kan twee klassen laten samenwerken die anders niet zouden samenwerken door hun verschillende interfaces.

## Rollen
- Target, KlasseA in het voorbeeld.
- Adaptee, KlasseB in het voorbeeld.
- Adapter, BNaarAAdapter in het voorbeeld.

## Collaboraties
De Adapter voert de methode van de Adaptee-klasse uit, als de methode van de Target-klasse wordt opgeroepen.

## Implementatie

### Implementatie in Java

#### Implementatie van de target-klasse
```
public
 
class
 
KlasseA
 
implements
 
InterfaceKlasseA
 
{

 

 	
public
 
void
 
methodeVanKlasseA
()
 
{

 		
System
.
out
.
println
(
"methodeVanKlasseA"
);

 	
}

}

```

#### Implementatie van de adaptee-klasse
```
public
 
class
 
KlasseB
 
{

 	

 	
public
 
void
 
methodeVanKlasseB
(){

 		
System
.
out
.
println
(
"methodeVanKlasseB"
);

 	
}

 
}

```

#### Implementatie van de adapter-klasse
```
public
 
class
 
BNaarAAdapter
 
implements
 
InterfaceKlasseA
 
{

 

 	
private
 
KlasseB
 
b
;

 

 	
public
 
BNaarAAdapter
(
KlasseB
 
b
)
 
{

 		
setB
(
b
);

 	
}

 	

 	
public
 
void
 
setB
(
KlasseB
 
b
)
 
{

 		
this
.
b
 
=
 
b
;

 	
}

 

 	
public
 
void
 
methodeVanKlasseA
()
 
{

 		
b
.
methodeVanKlasseB
();

 	
}

 
}

```

#### Implementatie van de interface (tussen de adapter en het target)
```
public
 
interface
 
InterfaceKlasseA
 
{

 	

 	
public
 
void
 
methodeVanKlasseA
();

 
}

```

#### Implementatie van een voorbeeld applicatie
```
public
 
class
 
Adapter
 
{

 	

 	
public
 
static
 
void
 
main
(
String
[]
 
args
){

 		
KlasseB
 
b
 
=
 
new
 
KlasseB
();

 		
BNaarAAdapter
 
adapter
 
=
 
new
 
BNaarAAdapter
(
b
);

 		
DoeIetsMetEenA
(
adapter
);

 	
}

 

 	
private
 
static
 
void
 
DoeIetsMetEenA
(
InterfaceKlasseA
 
a
)
 
{

 		
a
.
methodeVanKlasseA
();

 	
}

 
}

```

Console: methodeVanKlasseB